# VLOTT
VLOTT, acronyme de Vlaams Liberaal Onafhankelijk Tolerant Transparant (Flamand Libéral Indépendant Tolérant Transparent), est un parti politique belge flamand, vu par ses partisans comme un mouvement[C'est-à-dire ?].
Il fut créé le 23 novembre 2005 par l'ancien sénateur VLD Hugo Coveliers. 
Il peut être catalogué de libéral-conservateur. Le parti a établi des listes communes avec le Vlaams Belang, parti nationaliste flamand d'extrême-droite, pour obtenir des élus lors de différentes élections.